# El milagro de Ceferino Namuncurá
El milagro de Ceferino Namuncurá es un filme de Argentina, dirigido por Máximo Berrondo sobre su propio guion que fue estrenado el 17 de junio de 1971, que narra el hecho de la curación milagrosa atribuida al beato mapuche Ceferino Namuncurá, de una mujer mapuche, casada con un ganadero argentino.

## Elenco
- Catalina Toranzo Toledo
- Nelly Ortiz
- Lucerito Aguilar
- Jorge Edelman
- Adolfo Marzorati
- Zulma Laurentz
- Daniel Del Castello
- Mario Castello
- Jorge Alvarado
- Raquel María Alvarez
- Héctor Miranda
- Audón López
- Marcos López
- Mariana Epósito

- Datos: Q5822477